# Solveig Sandnes
Solveig Sandnes (født 16. juni 1973, død 16. april 2018) var en dansk musikproducer, sanger og komponist.
Sandnes begyndte sin karriere i bandet Lovebites i 1997. Året efter gik hun solo, og hun udgav to album i eget navn, Analog (1998) og Vagabond Squaw (2000). Hun blev nomineret til prisen Årets Nye Danske Navn ved Dansk Grammy 1999.
Hun medvirkede på albummet Andersens drømme (2005), inden hun begyndte et samarbejde med digteren Lone Hørslev under navnet Er de sjældne. Dette samarbejde resulterede i to album, Lyserød lyseblå beige (2009) og Olé olé (2014).
Solveig Sandnes led gennem tolv år af en kræftsygdom, som endte med at forårsage hendes død, knap 45 år gammel.

## Diskografi
- Analog (1998)
- Vagabond Squaw (2000)